# Pont de Mes
Le pont de Mes (albanais: Ura e Mesit "pont du milieu") est un pont situé dans le village de  Mes,  à environ cinq kilomètres à vol d'oiseau au nord-est de Shkodër, dans le nord-ouest de l'Albanie. Il enjambe la rivière Kir sur 108 m, ce qui en fait l'un des plus longs ponts ottomans de la région. Il a été construit à l'initiative de Kara Mahmud Bushati, le gouverneur ottoman local vers 1780 dans le cadre de la création d'une route desservant la vallée de Kir et  Pristina.

## Galerie

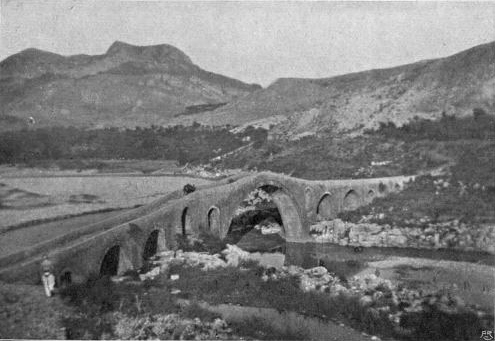
Le pont de Mes en 1906